# Алесандра Фери
Алесандра Фери (итал. Alessandra Ferri; Милано, 1963) је италијанска примабалерина асолута у пензији, и једна од водећих балетских уметница краја 20. и почетка 21. века у свету.

## Образовање
Балетско образовање започиње у родном Милану, при Скали. У 15. години осваја Гран при угледног балетског такмичења у Лозани, и наставља школовање у Лондону, у Ројал Балету.

## Каријера
Каријеру започиње у Ројал Балету, одмах након завршетка школовања, и 1984. године, добија звање примабалерине. Већ на почетку каријере, била је стално присутна и у репертоару миланске Скале, који ће је уврстити у ред малобројних, најцењенијих уметница са звањем примабалерина асолута.
1985. на позив Баришњикова постаје и примабалерина Америкен Балет Театра из Њујорка, у који се преселила. Наступала је широм света, на свим најзначајнијим позорницама, са партнерима као што су Рудолф Нурејев, Михаил Баришњиков, Јулио Бока (њен омиљени партнер), Роберто Боле, и други.

## Приватни живот
У браку је са италијанским фотографом Фабрициом Феријем, и има две ћерке, које су се неколико пута појавиле са њом на сцени у перформансима у којима је учествовала.